# Poganovo (gmina Dimitrovgrad)
Poganovo (cyr. Поганово) – wieś w Serbii, w okręgu pirockim, w gminie Dimitrovgrad. W 2011 roku liczyła 31 mieszkańców.